# Cognin-les-Gorges
Cognin-les-Gorges è un comune francese di 666 abitanti situato nel dipartimento dell'Isère della regione dell'Alvernia-Rodano-Alpi.

## Società

### Evoluzione demografica
Abitanti censiti